# Municipio de Bear Creek (Minnesota)
El municipio de Bear Creek (en inglés: Bear Creek Township) es un municipio ubicado en el condado de Clearwater en el estado estadounidense de Minnesota. En el año 2010 tenía una población de 111 habitantes y una densidad poblacional de 1,34 personas por km².

## Geografía
El municipio de Bear Creek se encuentra ubicado en las coordenadas 47°22′19″N 95°14′57″O / 47.37194, -95.24917. Según la Oficina del Censo de los Estados Unidos, el municipio tiene una superficie total de 82.95 km², de la cual 78,67 km² corresponden a tierra firme y (5,16 %) 4,28 km² es agua.

## Demografía
Según el censo de 2010, había 111 personas residiendo en el municipio de Bear Creek. La densidad de población era de 1,34 hab./km². De los 111 habitantes, el municipio de Bear Creek estaba compuesto por el 91,89 % blancos y el 8,11 % eran de una mezcla de razas. Del total de la población el 1,8 % eran hispanos o latinos de cualquier raza.